# برونو إيشاجاراي
برونو إيشاجاراي (بالإسبانية: Bruno Echagaray)‏ مواليد 8 مايو 1983 في مدينة مكسيكو، هو لاعب كرة مضرب مكسيكي يلعب باليد اليمنى. أعلى تصنيف له في الفردي كان المركز الـ 156 في سنة 2007.

## روابط خارجية
- برونو إيشاجاراي على موقع رابطة محترفي التنس (الإنجليزية)
- برونو إيشاجاراي على موقع الاتحاد الدولي لكرة المضرب (الإنجليزية)
- برونو إيشاجاراي على موقع خلاصة التنس.كوم (الإنجليزية)
- برونو إيشاجاراي على موقع إي إس بي إن.كوم (الإنجليزية)